# Gmina związkowa Emmelshausen
Gmina związkowa Emmelshausen (niem. Verbandsgemeinde Emmelshausen) − dawna gmina związkowa w Niemczech, w kraju związkowym Nadrenia-Palatynat, w powiecie Rhein-Hunsrück. Siedziba gminy związkowej znajdowała się w mieście Emmelshausen. 1 stycznia 2020 gmina związkowa została połączona z gminą związkową Sankt Goar-Oberwesel tworząc nową gminę związkową Hunsrück-Mittelrhein.

## Podział administracyjny
Gmina związkowa zrzeszała 25 gmin, w tym jedną gminę miejską (Stadt) oraz 24 gminy wiejskie (Gemeinde):
1. Badenhard
2. Beulich
3. Bickenbach
4. Birkheim
5. Dörth
6. Emmelshausen, miasto
7. Gondershausen
8. Halsenbach
9. Hausbay
10. Hungenroth
11. Karbach
12. Kratzenburg
13. Leiningen
14. Lingerhahn
15. Maisborn
16. Mermuth
17. Morshausen
18. Mühlpfad
19. Ney
20. Niedert
21. Norath
22. Pfalzfeld
23. Schwall
24. Thörlingen
25. Utzenhain